# Asopodor
Asopodor (grec antic: Ἀσωπόδωρος, llatí: Asopodorus) fou un escultor grec possiblement originari d'Argos.
Segons Plini el Vell (Naturalis Historia XXXIV, 8) va ser deixeble de Policlet. Va viure, per tant, al segle iv aC.